# Diablo Guardián
Diablo Guardián è una serie televisiva messicana creata da Televisa per Amazon. È la prima serie messicana e dell'America Latina di Amazon ed è ispirata al romanzo del 2003 Diablo Guardián di Xavier Velasco. La serie è composta da due stagioni, già confermate, entrambe di 10 episodi. La prima è stata pubblicata per la prima volta il 4 maggio 2018 su Amazon Video. La seconda è uscita il 12 aprile 2019.

## Trama
La serie racconta la storia di Violetta, un'adolescente messicana frustrata dalla sua vita, che in un momento di disperazione, ruba 217.000 dollari ai suoi genitori per andare a New York, la città dove ha intenzione di cominciare una nuova vita.

## Episodi
| Stagione         | Episodi | Pubblicazione Messico | Pubblicazione Italia |
| ---------------- | ------- | --------------------- | -------------------- |
| Prima stagione   | 10      | 2018                  | 2018                 |
| Seconda stagione | 8       | 2019                  | 2019                 |